# Базок (Ер)
Базок (фр. Bazoques) насеље је и општина у северној Француској у региону Горња Нормандија, у департману Ер која припада префектури Берне.
По подацима из 2011. године у општини је живело 169 становника, а густина насељености је износила 24,49 становника/km². Општина се простире на површини од 6,9 km². Налази се на средњој надморској висини од 182 метара (максималној 182 m, а минималној 169 m).

## Демографија
| 1962. | 1968. | 1975. | 1982. | 1990. | 1999. | 2011. |
| ----- | ----- | ----- | ----- | ----- | ----- | ----- |
| 173   | 180   | 134   | 127   | 122   | 136   | 169   |

График промене броја становника у току последњих година